# The Morning Spider
The Morning Spider ist eine britische Kurzfilmkomödie von Claude Chagrin aus dem Jahr 1976, die für einen Oscar nominiert war.

## Handlung
Eine Spinne hofft auf einen Fang in ihrem Netz, doch sind die Fäden für die kleinsten Fliegen nicht eng genug gespannt. Eine blaue Libelle setzt sich unweit des Netzes zur Ruhe und fliegt davon, als sich die Spinne an sie hängen will. Eine Raupe ignoriert die Spinne und mehrere Fliegen lachen sie aus, während sie darauf achten, stets außerhalb der Spinnenreichweite zu sein. Ein Mückenschwarm sticht die Spinne und eine Hummel zerstört schließlich das Netz. Die Spinne legt sich deprimiert in die Netzreste, die nun nur noch als Hängematte dienen. Nachts macht ein Grillenrudel Lärm und auch der Tausendfüßler, der geräuschvoll sämtliche Strümpfe von seinen Füßen abzieht, lässt die Spinne nicht schlafen. Schließlich kommt ein Sturm auf und auch der Rest des Netzes wird zerstört.
Am nächsten Morgen versucht die Spinne vergeblich, ein neues Netz zu spinnen. Mit einem kleinen Netzschirm kann sie schließlich die Libelle fangen, lässt sich jedoch von ihrem bittenden Blick erweichen. Die Libelle entkommt. Kurz darauf entdeckt die Spinne einen einzelnen Netzfaden, dem sie folgt. Das Männchen erscheint nach einer Weile am Netz eines roten Spinnenweibchens. Dieses reagiert zunächst unfreundlich, findet das Spinnenmännchen aber sympathisch, als es auf dem Netz der Spinnenfrau Melodien zu spielen beginnt. Spinnenmännchen und -weibchen kommen sich näher. Die traute Zweisamkeit wird jäh unterbrochen, als vor dem Netz eine glühende Zigarettenkippe landet. Alle Insekten nehmen eilig Reißaus.

## Produktion
The Morning Spider war nach The Concert (1974) und The Christmas Tree (1975) der letzte von drei Filmen, die Julian Chagrin Mitte der 1970er-Jahre mit seiner damaligen Ehefrau Claude drehte. Chagrin hatte in Paris das Pantomimenspiel erlernt; der Film besitzt keine Dialoge. Der Film wurde erstmals 1976 veröffentlicht und lief unter anderem als Vorfilm zu Taxi Driver in den Kinos.

## Auszeichnungen
The Morning Spider wurde 1977 für einen Oscar in der Kategorie Bester Kurzfilm nominiert. Er gewann sowohl Preise auf dem Cork International Film Festival als auch dem Edinburgh Film Festival (Bester Film).